# Stix Hooper

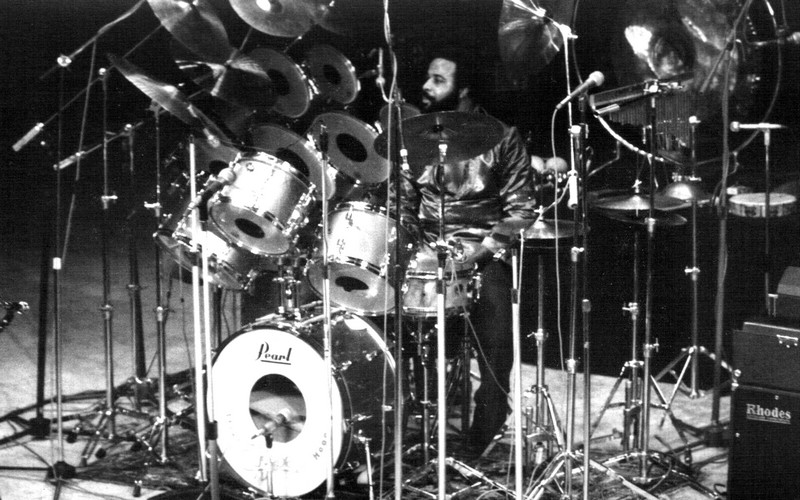
Nesbert „Stix“ Hooper 1978

Nesbert „Stix“ Hooper (* 15. August 1938 in Houston) ist ein US-amerikanischer Schlagzeuger des Modern Jazz und Fusionjazz, der zeitweilig die Crusaders leitete, und Musikfunktionär.

## Leben
Hooper trat bereits als Schüler mit Bands auf, die er leitete; aus den von ihm 1952 gegründeten „The Swingsters“ entwickelten sich später das „Modern Jazz Sextet“ bzw. die „Nite Hawks“. Hooper, der in dieser Band und den sich daraus 1959 bildenden „Jazz Crusaders“ bzw. „Crusaders“ als Leader und Schlagzeuger fungierte, studierte an der Texas Southern University. Daneben arbeitete er als Begleiter von Harold Land, Freddie Hubbard, George Shearing, Grant Green, Larry Carlton, Med Flory oder Bobby Hutcherson. Ein erstes Album unter eigenem Namen erschien 1979. Ab 1983 war Hooper für das Fernsehen tätig, um dann Vizepräsident der National Academy of Recording Arts and Sciences zu werden. Auch in diesen Funktionen trat er gelegentlich mit Musikern wie Randy Crawford, Joe Cocker, Ernestine Anderson oder Gerald Wilson auf.

## Diskographische Hinweise
- The World Within (1979)
- Touch the Feeling (1983)
- Lay It on the Line (1989)

## Lexigraphische Einträge
- Martin Kunzler: Jazz-Lexikon. Band 1: A–L (= rororo-Sachbuch. Bd. 16512). 2. Auflage. Rowohlt, Reinbek bei Hamburg 2004, ISBN 3-499-16512-0.